# Dracôncio
Blóssio Emílio Dracôncio (em latim: Blossius Aemilius Dracontius; c. 455–c. 505 (50 anos)), natural de Cartago, foi um poeta cristão que viveu na parte final do século V.

## Vida
De uma família de proprietários de terra, praticou a advocacia. Depois da conquista do norte da África pelos vândalos, Dracôncio primeiro recebeu permissão para manter suas terras, mas foi depois roubado e atirado na prisão pelo rei vândalo, cujos triunfos Dracôncio omitiu ao mesmo tempo que escrevia um panegírico sobre um governante estrangeiro e inimigo dos vândalos.
Posteriormente, Dracôncio compôs um poema elogioso sobre o rei pedindo-lhe perdão e implorando sua soltura. O resultado não se sabe, mas supões-se que Dracôncio tenha conseguido seu intento e emigrou para o norte da Itália em busca de paz. Este relato é consistente com a descoberta, em Bobbio, de um manuscrito do século XV, atualmente na Biblioteca Nazionale de Nápoles, com diversos poemas de Dracôncio (chamado "Carmina minora").

## Obras
Sua obra mais importante é a "De laudibus Dei", em três volumes. O relato sobre a criação, que ocupa boa parte do primeiro livro, era, a princípio, editada separadamente com o título de "Hexamerão" e foi só apenas em 1791 que os três livros foram editados juntos por Faustino Arévalo. A apologia ("Satisfactio") consiste de 158 dísticos elegíacos e supõe-se que o rei citado seja Guntamundo (r. 484-496). A "Carmina minora", quase toda em verso hexâmetro, consiste de exercícios escolares e declamações retóricas, entre outras, da fábula de Hylas, com um prefácio ao seu tutor, o gramático Feliciano, do rapto de Helena, a história de Medeia e dois epitalâmios. É provável ainda que Dracôncio seja o autor de "Orestis Tragoedia", um poema de uns 1 000 hexâmetros cuja linguagem, métrica e tratamento geral do tema tem grandes semelhanças com outras obras de Dracôncio.
As opiniões diferem sobre seus méritos como poeta, mas, quando se permite algum exagero retórico e a consequente falta de lucidez, suas obras demonstram um considerável vigor de expressão, grandes conhecimentos da Bíblia e da literatura romana clássica.

## Atribuição
- Este artigo incorpora texto  (em inglês) da Encyclopædia Britannica (11.ª edição), publicação em domínio público.